# Standard Bank Triangular Tournament 2001/02
Die Standard Bank Triangular Tournament 2001/02 war ein Drei-Nationen-Turnier das vom 6. bis zum 26. Oktober 2001 in Südafrika im One-Day Cricket ausgetragen wurde. Bei dem zur internationalen Cricket-Saison 2001/02 gehörenden Turnier nahmen neben dem Gastgeber die Mannschaften aus Indien und Kenia teil. Im Finale setzte sich Südafrika mit 6 Wickets gegen Indien durch.

## Vorgeschichte
Südafrika spielte zuvor eine Tour in Simbabwe. Für Indien und Kenia war es die erste Tour der Saison. Im Anschluss bestritten Südafrika und Indien eine Test-Serie.

## Format
In einer Vorrunde spielte jede Mannschaft gegen jede einmal. Für einen Sieg gab es vier, für ein Unentschieden oder No Result 2 Punkte. Des Weiteren wurden Bonuspunkte vergeben. Die beiden Gruppenersten qualifizierten sich für das Finale und spielten dort um den Turniersieg.

## Stadion
Die folgenden Stadien wurden als Austragungsorte ausgewählt.
| Stadion                  | Stadt          | Kapazität | Spiele   |
| ------------------------ | -------------- | --------- | -------- |
| Willowmoore Park         | Benoni         | 20.000    | 2. Spiel |
| Chevrolet Park           | Bloemfontein   | 20.000    | 4. Spiel |
| Centurion Park           | Centurion      | 22.000    | 3. Spiel |
| Sahara Stadium Kingsmead | Durban         | 25.000    | Finale   |
| Buffalo Park             | East London    | 20.000    | 7. Spiel |
| Wanderers Stadium        | Johannesburg   | 34.000    | 1. Spiel |
| Newlands Cricket Ground  | Kapstadt       | 25.000    | 8. Spiel |
| De Beers Diamond Oval    | Kimberley      | 11.000    | 5. Spiel |
| Boland Park              | Paarl          | 10.000    | 9. Spiel |
| Sahara Oval St George’s  | Port Elizabeth | 19.000    | 6. Spiel |

## Kaderlisten
Indien benannte seinen Kader am 7. September 2001.
Südafrika benannte seinen Kader am 2. Oktober 2001.
| ODI | ODI | ODI |
| Südafrika | Indien | Kenia |
| --- | --- | --- |
| - Shaun Pollock (K) - Nicky Boje - Mark Boucher (wk) - Boeta Dippenaar - Herschelle Gibbs - Nantie Hayward - Claude Henderson - Jacques Kallis - Justin Kemp - Gary Kirsten - Lance Klusener - Charl Langeveldt - Neil McKenzie - André Nel - Makhaya Ntini - Jonty Rhodes | - Sourav Ganguly (K) - Ajit Agarkar - Shiv Sunder Das - Deep Dasgupta (wk) - Rahul Dravid (wk) - Harbhajan Singh - Harvinder Singh - Anil Kumble - VVS Laxman - Jacob Martin - Venkatesh Prasad - Virender Sehwag - Reetinder Sodhi - Javagal Srinath - Sachin Tendulkar - Yuvraj Singh | - Mourice Odumbe (K) - Steve Tikolo (VK) - Joseph Angana - Sandeep Gupta - Jimmy Kamande - Hitesh Modi - Collins Obuya - David Obuya (wk) - Thomas Odoyo - Peter Ongondo - Kennedy Otieno - Brijal Patel - Ravindu Shah - Tony Suji - Martin Suji |

## Spiele

### Vorrunde
Tabelle
| Teams     | Sp. | S | N | U | R | NR | BP | Punkte | NRR    |
| --------- | --- | - | - | - | - | -- | -- | ------ | ------ |
| Südafrika | 6   | 5 | 1 | 0 | 0 | 0  | 2  | 22     | +1.210 |
| Indien    | 6   | 3 | 3 | 0 | 0 | 0  | 2  | 14     | +1.017 |
| Kenia     | 6   | 1 | 5 | 0 | 0 | 0  | 1  | 5      | −2.313 |

Sieg: 4 Punkte; Remis: 2 Punkte
Spiele
| 5. Oktober Scorecard | Johannesburg | Indien 279-5 (50)               | – | Südafrika 280-4 (48.2) |
|                      |              | Südafrika gewinnt mit 6 Wickets |   |                        |

| 7. Oktober Scorecard | Benoni | Kenia 159-7 (50)                | – | Südafrika 160-3 (33.4) |
|                      |        | Südafrika gewinnt mit 7 Wickets |   |                        |

| 10. Oktober Scorecard | Centurion | Indien 233 (48.5)          | – | Südafrika 192 (46.2) |
|                       |           | Indien gewinnt mit 41 Runs |   |                      |

| 12. Oktober Scorecard | Bloemfontein | Kenia 90 (37.1)               | – | Indien 91-0 (11.3) |
|                       |              | Indien gewinnt mit 10 Wickets |   |                    |

| 14. Oktober Scorecard | Kimberley | Kenia 229-7 (50)              | – | Südafrika 230-1 (41.1) |
|                       |           | Südafrika gewinnt mit 70 Runs |   |                        |

| 17. Oktober Scorecard | Port Elizabeth | Kenia 246-6 (50)          | – | Indien 176 (46.4) |
|                       |                | Kenia gewinnt mit 70 Runs |   |                   |

| 19. Oktober Scorecard | East London | Südafrika 282-4 (50)          | – | Indien 236 (44.4) |
|                       |             | Südafrika gewinnt mit 46 Runs |   |                   |

| 22. Oktober Scorecard | Kapstadt | Südafrika 354-3 (50)           | – | Kenia 146 (45.3) |
|                       |          | Südafrika gewinnt mit 208 Runs |   |                  |

| 24. Oktober Scorecard | Paarl | Indien 351-3 (50)           | – | Kenia 165-5 (50) |
|                       |       | Indien gewinnt mit 186 Runs |   |                  |

### Finale
| 5. Oktober Scorecard | Durban | Indien 183 (48.2)               | – | Südafrika 187-4 (42.1) |
|                      |        | Südafrika gewinnt mit 6 Wickets |   |                        |